# Uruçuí
Uruçuí este un oraș în Piauí (PI), Brazilia.